# Baureihe 641
De Baureihe 641 is een reeks dieselhydraulische motorrijtuigen of treinstellen van het Alstom type Coradia A TER, een zogenaamde lighttrain met lagevloerdeel voor het regionaal personenvervoer van de Deutsche Bahn (DB).

## Geschiedenis
Het treinstel werd ontworpen door fabrikant Alstom (Dietrich Ferroviaire) uit Reichshoffen (Frankrijk) en gebouwd door Alstom Transport Deutschland uit Salzgitter. De treinen hebben een interieur dat gelijk is aan andere Duitse treinen.

## Constructie en techniek
De trein is opgebouwd uit een aluminium frame met een frontdeel van GVK. Het trein heeft een lagevloerdeel. Deze treinen kunnen tot drie stuks gecombineerd rijden. De treinen kunnen niet gecombineerd worden met de Franse treinen van de serie X73900. De treinen zijn uitgerust met luchtvering.

## Treindiensten
De treinen worden door de Deutsche Bahn op de volgende trajecten ingezet.
- Basel Badischer Bahnhof - Schaffhausen - Singen (Hohentwiel)
- Rottenbach - Katzhütte
- Sömmerda - Großheringen
- Friedrichroda - Fröttstädt
- Saalfeld - Blankenstein
- Weimar - Kranichfeld
- Gotha - Gräfenroda

## Foto's

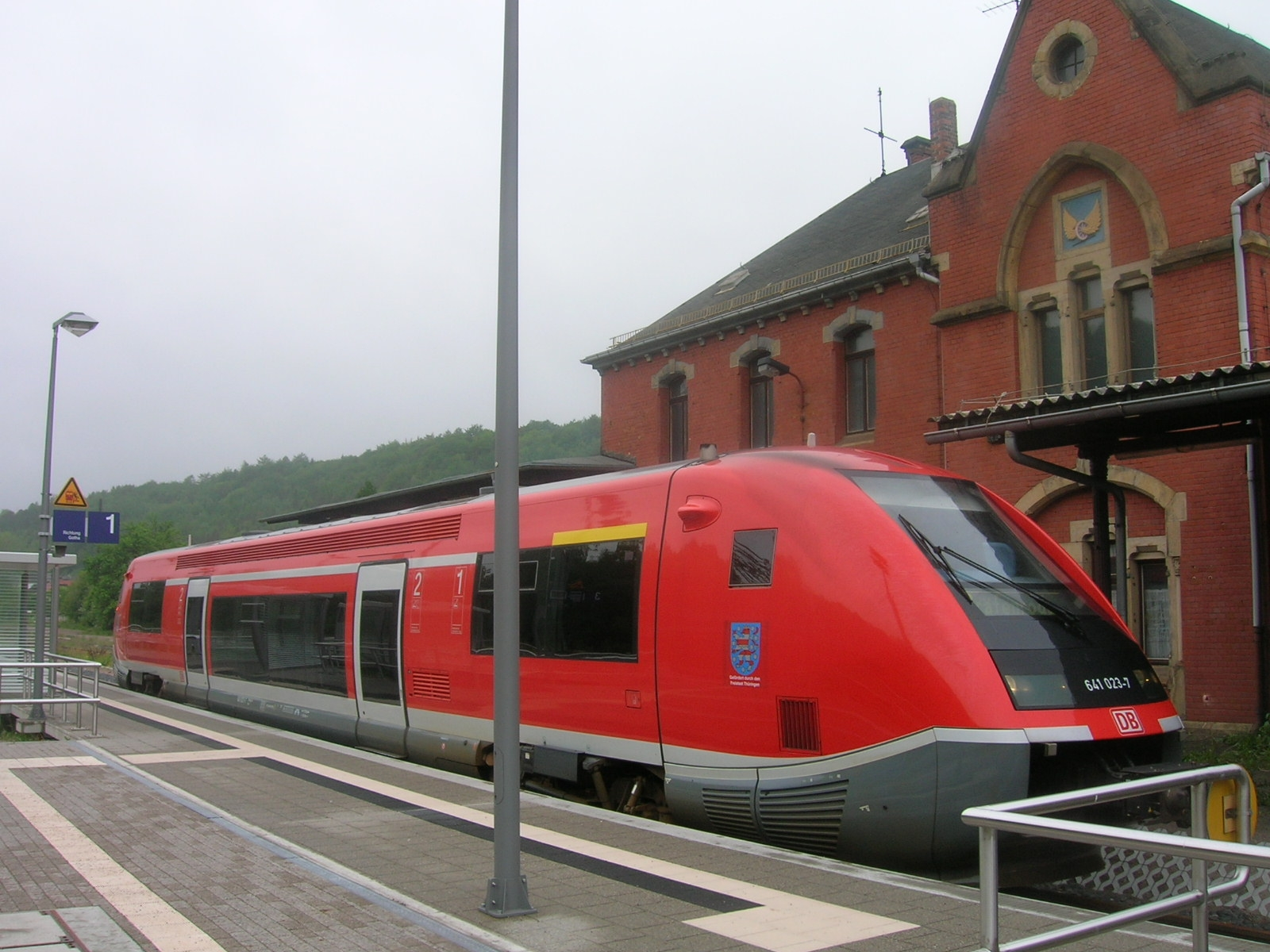
DB 641 023-7 op 25 mei 2006 te Gräfenroda (Thüringen)
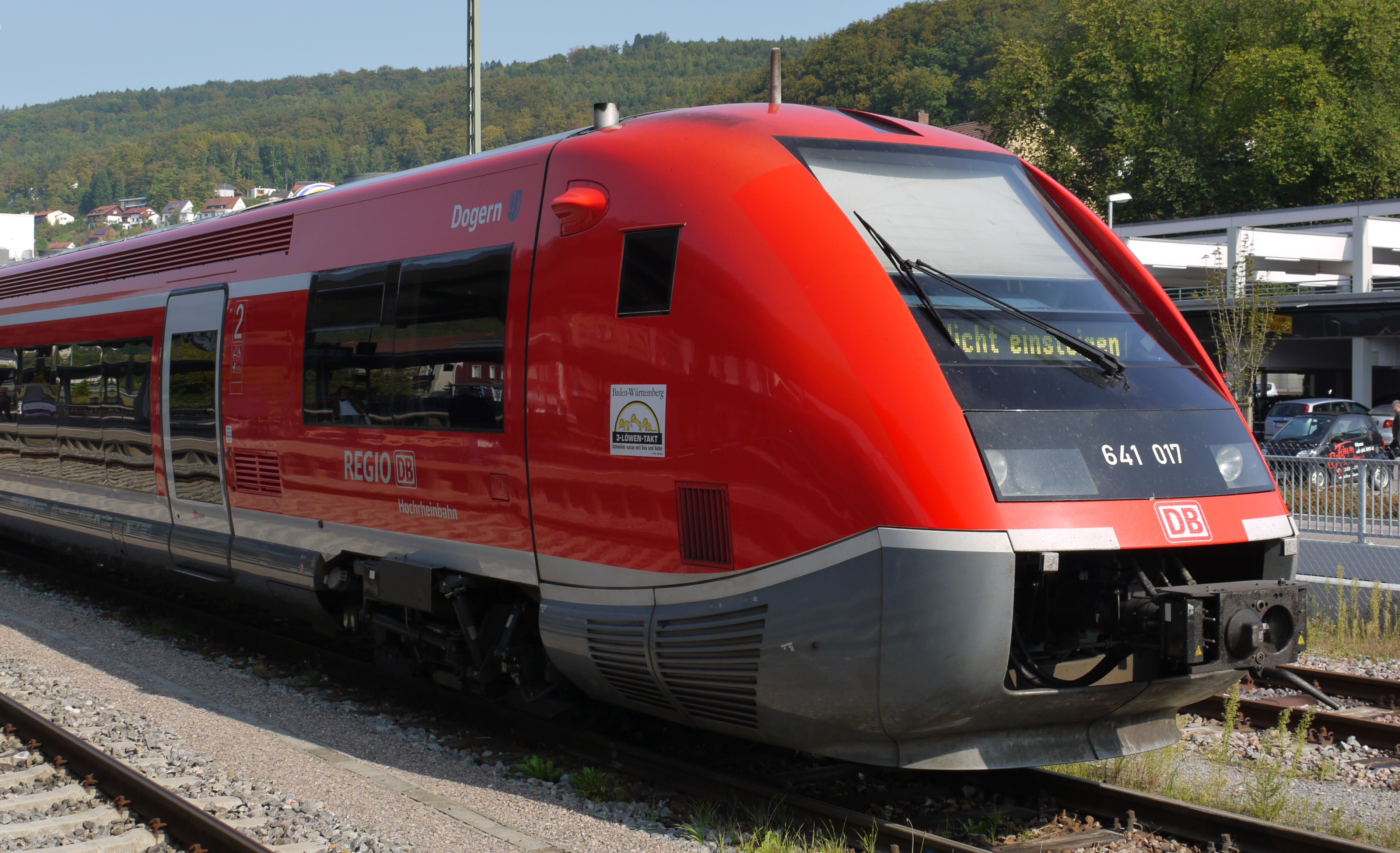
DB Regio treinstel 641 017 op de Hochrheinbahn